# Sergei Narylkov
Sergei Viktorovich Narylkov (tiếng Nga: Серге́й Викторович Нарылков; sinh ngày 7 tháng 10 năm 1987) là một cầu thủ bóng đá người Nga. Anh thi đấu cho F.K. Shinnik Yaroslavl.

## Danh hiệu
- Cầu thủ xuất sắc nhất, vua phá lưới Giải bóng đá chuyên nghiệp quốc gia Nga Zone East: 2016–17.[1]